# La Falda
La Falda est une ville du centre-nord de l’Argentine.

## Patrimoine historique

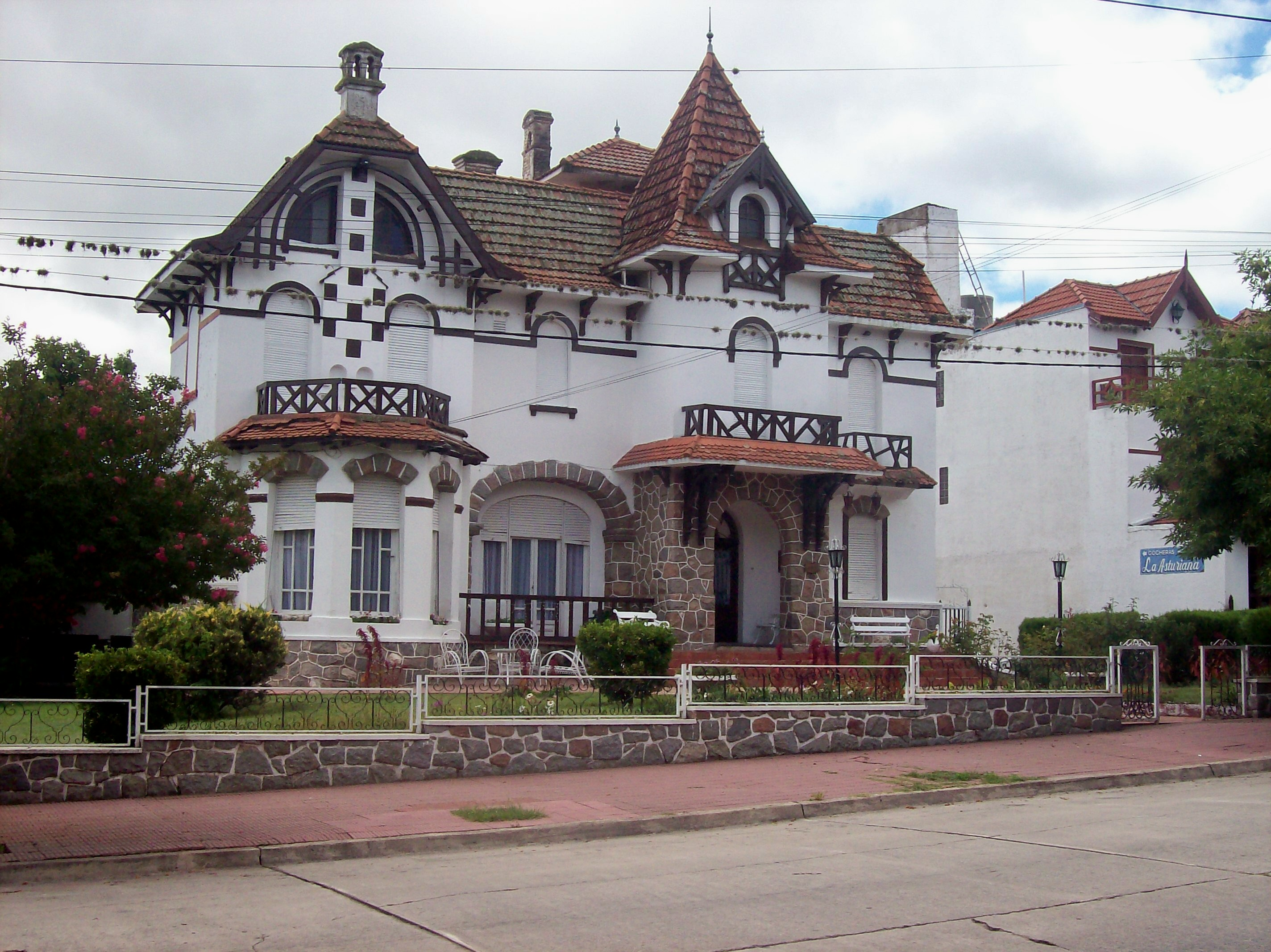
L'hôtel Asturiana.
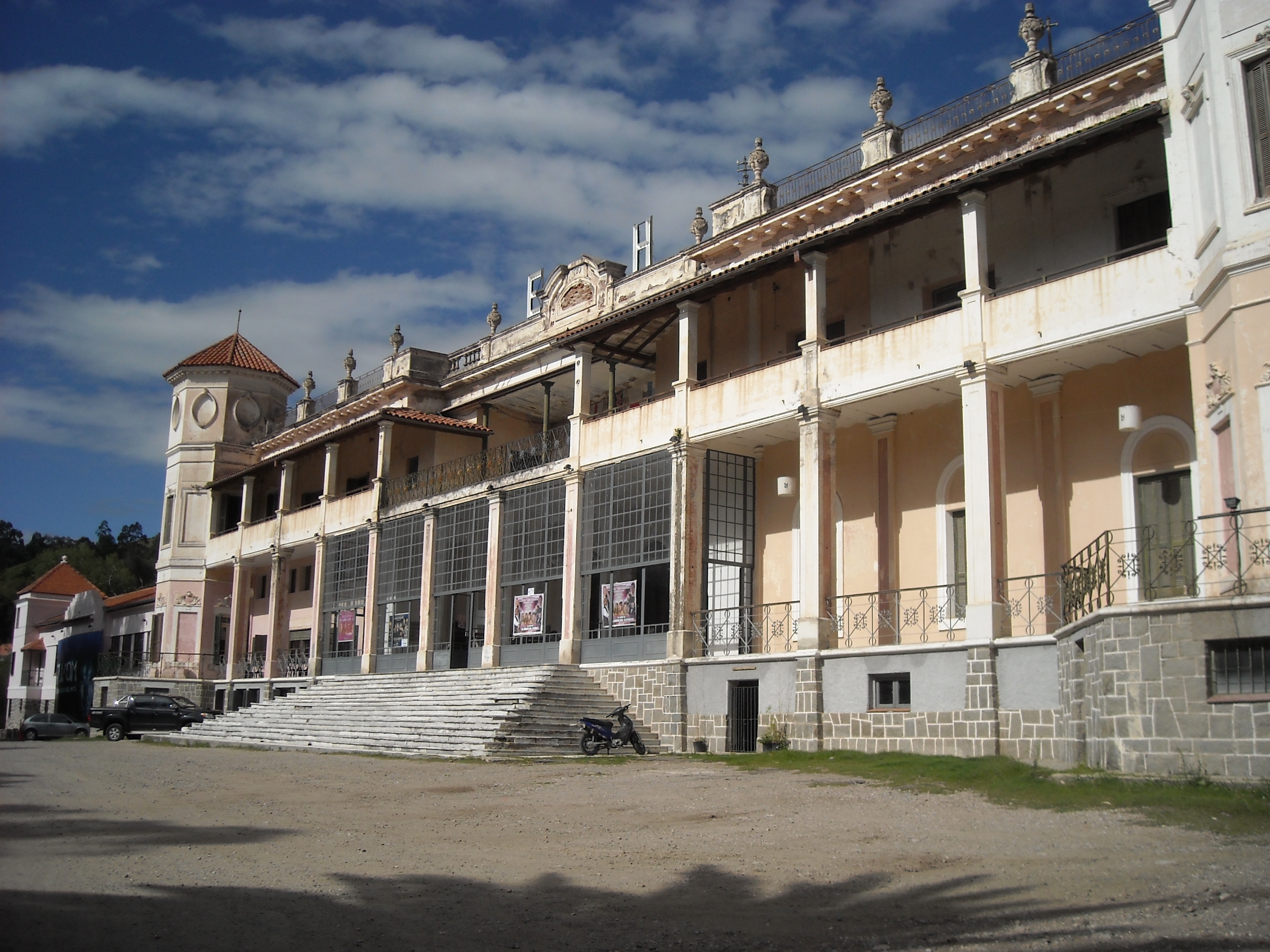
L'hôtel Eden (es).
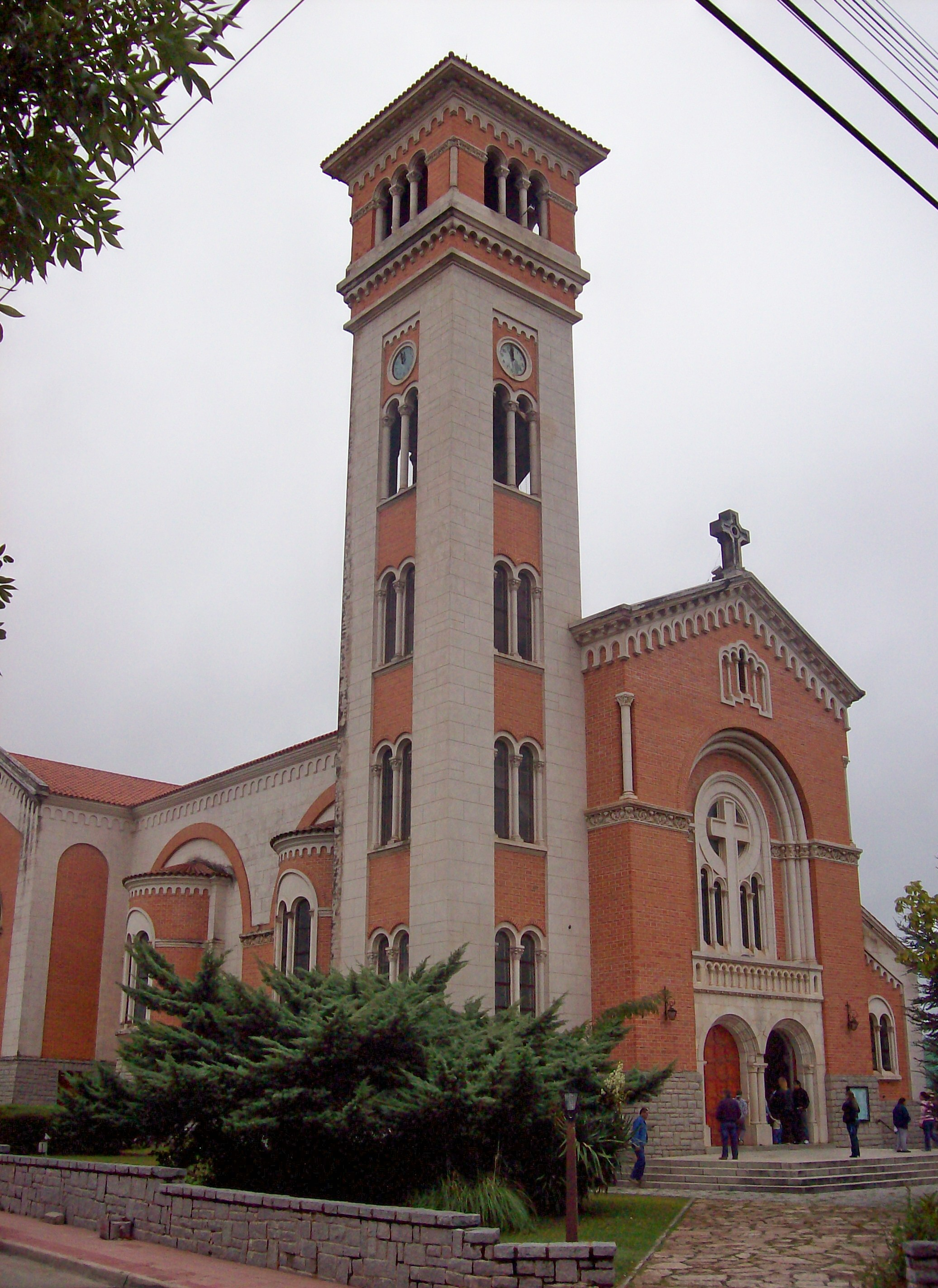
Une église.

## Personnalités nées dans la ville
- Camila Sosa Villada (née en 1982), femme trans et auteur argentine, y est née.